# ییوووا
ییوووا (به چکی: Jívová) یک منطقهٔ مسکونی در جمهوری چک است که در ناحیه اولومووتس واقع شده‌است.
 ییوووا ۱۵٫۲۲ کیلومتر مربع مساحت و ۵۶۵ نفر جمعیت دارد و ۵۶۱ متر بالاتر از سطح دریا واقع شده‌است.